# Flyveplads Frederikshavn
Flyveplads Frederikshavn var en flyveplads, anlagt af tyskerne under besættelsen, umiddelbart vest for Frederikshavn.

## Opførelsen
Arbejdet med at anlægge flyvepladsen gik i gang få uger efter at Danmark blev besat. Flyvepladsen blev anlagt som en del af Forsvarsområde Frederikshavn der desuden dækkede modstandsreden Frederikshavn Havn, støttepunktsgrupperne Frederikshavn Syd og Frederikshavn Nord samt sperriegelet Frederikshavn (i alt blev der anlagt lidt over 100 bunkere i Frederikshavnsområdet).
Det tyske luftvåben Luftwaffe havde oprindeligt tiltænkt flyvepladsen som en satellit-plads for den langt støre plads ved Aalborg. Valget ved hovedgården Knivholt havde flere grunde: Terrænet var fladt, der var skov og infrastruktur på stedet (veje og elektricitet). Basen blev lavet til at huse 1.500 soldater og indeholdt køkken- og badefaciliteter hertil. Desuden blev opført militære installationer som kommandobunker, hospitalsbunker, en radio-, pejle- og relæstation samt kontroltårn og -bunker. Endeligt blev der også oprettet værksteder, depoter og en brandstation. De fleste af disse bunkere blev anlagt i skoven og der er rester fra en del af dem i dag.
Der blev anlagt en øst/vest gående landingsbane (parallet med den nuværende Hjørringvej), to hangarer og et større antal opmagasineringspladser i den nærliggende skov samt taxi-veje, der forbandt flyveområdet. De to hangarer og en del af taxi-vejen findes stadigvæk.

## Operationelt
Flyvepladsen var oprindeligt tiltænkt som en satellit-plads for den langt større flyveplads ved Aalborg. Flyvere der skulle til Norge kunne mellemlande og tanke op her, hvorved de fik forlænget deres operationsradius. Den teknologiske og krigsmæssige udvikling gjorde dog at flyvepladsen kun i begrænset omfang blev anvendt til dette. I stedet tjente den primært som uddannelsesområde for tyske flyvere.

## Eksterne kilder
|  | Denne artikel om en bygning eller et bygningsværk kan blive bedre, hvis der indsættes et (bedre) billede. Du kan hjælpe ved at afsøge Wikimedia Commons for et passende billede eller lægge et op på Wikimedia Commons med en af de tilladte licenser og indsætte det i artiklen. |

57°26′46.83″N 010°29′17.30″Ø / 57.4463417°N 10.4881389°Ø